# Jan Bogdan Tarnowski
Jan Bogdan Tarnowski, hrabia herbu Leliwa (ur. 20 sierpnia 1805 w Horochowie – zm. 28 stycznia 1850 w Sulejowie), ziemianin, poseł do Sejmu Ustawodawczego w Kromieryżu.

## Życiorys
Otrzymał staranne wykształcenie domowe i ukończył Liceum Krzemienieckie (1823) na Ukrainie pod opieką wybitnego pedagoga i anglisty Juliana Antonowicza (1750–1824). Zdaniem tego ostatniego Tarnowskiemu opatrzność dała mu urodzenie, które go do towarzystw znakomitych wprowadzać będzie; być może nawet zdarzy mu się w obliczu narodu i Monarchy mówić. W latach 1823–1825 mieszkał w Paryżu i uzupełniał edukację w zakresie architektury. W 1831 za udział w powstaniu listopadowym pozbawiony przez władze rosyjskie majątków odziedziczonych po matce na Wołyniu, m.in. Horochowa przeniósł się do Galicji.
Ziemianin, w latach 1842-1850 właściciel dominium w Dzikowie (obejmującego miasto Tarnobrzeg, wsie: Dęba, Dzików, Furmany, Grabiny, Miechocin, Przyszów, Sielec, Tarnowska Góra, Trześń, Wielowieś, Zakrzów, Żupawa, części wsi Grębów i Sobów oraz przysiółków Jeziorko i Rogalin) oraz dóbr Koćmierzów. Wraz ze swym ojcem był współorganizatorem muzeum i biblioteki w pałacu w Dzikowie. Był także projektantem niektórych założeń ogrodowych w Dzikowie (obecnie Tarnobrzeg), oraz założycielem szpitala oraz kasy pożyczkowej w Dzikowie.
Członek Stanów Galicyjskich (1845-1850). Aktywny politycznie w okresie Wiosny Ludów. Poseł do Sejmu Konstytucyjnego w Wiedniu i Kromieryżu (17 lipca 1848 – 7 marca 1849), wybrany w galicyjskim okręgu wyborczym Rozwadów. W parlamencie należał do „Stowarzyszenia” skupiającego demokratycznych posłów polskich. Pełnił w nim funkcję wiceprzewodniczącego przy Sewerynie Smarzewskim. Ze względu na nieznajomość języka niemieckiego nie zabierał głosu w obradach parlamentu.
Zmarł podczas podróży z Warszawy do Dzikowa w Sulejowie. Pochowany w krypcie Tarnowskich w kościele oo. Dominikanów w Tarnobrzegu.

## Rodzina i życie prywatne
Urodził się w rodzinie ziemiańskiej, syn senatora Królestwa Polskiego Jana Feliksa Tarnowskiego (1777-1842) i Walerii ze Strojnowskich (1782-1849). Miał braci: Kazimierza (1801-1803), Waleriana Spicymira (1811-1861), Tadeusza Antoniego (1818-1890) oraz siostry: Rozalię (1803-1804), Marię Felicję (1807-1870) żonę Onufrego Małachowskiego, Walerię Bronisławę (1810-1815), Rozalię Wiktorię (1814-1815), Annę (1816-1893), Ożenił się w 1829 z Gabrielą Małachowską (1800-1862). Mieli dzieci, czterech synów: Jana Dzierżysława (1835-1894), Stanisława Kostkę (1837-1917), Juliusza Stefana (1840-1863), Kazimierza Kajetana (ur. 1843), pięć córek: Mariannę Walerię (ur. 1830), Walerię (1830-1914) żonę Franciszka Mycielskiego, Karolinę (1832-1888) żonę Jana Józefa Tarnowskiego, Gabrielę (ur. 1833), Zofię Marię (ur. 1836), Annę (ur. 1845).